# Braunsapis minor
Braunsapis minor là một loài Hymenoptera trong họ Apidae. Loài này được Michener & Syed mô tả khoa học năm 1962.